# Гражданство Молдовы
Гражданство Молдовы, в соответствии с 17-й статьёй конституции страны, приобретается, сохраняется или утрачивается только в соответствии с условиями, предусмотренными органическим законом. Никто не может быть произвольно лишён гражданства или права изменить его. Граждане Молдовы не могут быть выданы другому государству или высланы из страны. Иностранные граждане и лица без гражданства могут быть выданы другому государству только на основании международного соглашения или на условиях взаимности по решению суда.

## Закон о гражданстве
5 июня 1991 года был принят закон «О гражданстве Республики Молдова». Он вступил в силу 9 июля того же года. Некоторые изменения были внесены в 1993, 1994, 1996, 1997 годах. 18 июля 2003 года опубликованы изменения и дополнения в Закон о гражданстве Молдовы. Изменения касаются возможности получения гражданами Молдовы гражданства другой страны без утери гражданства Молдовы.
С 23 декабря 2009 года всем государственным служащим разрешено иметь кроме гражданства Молдовы, гражданство другой страны. Ранее, 7 декабря 2007 года для этой категории граждан такое право было отменено.

## Способы получения
В соответствии с органическим законом гражданами Молдовы являются:
- Лица, проживавшие на 28 июня 1940 года на территории Бессарабии, севера Буковины, округа Херца и МАССР, и их потомки, если они на день принятия настоящего Закона проживали на территории Республики Молдова.
- Лица, которые родились на территории республики или хотя бы один из родителей либо предков которых родился на названной территории, если они не являются гражданами другого государства.
- Лица, вступившие в брак до 23 июня 1990 года с гражданами Республики Молдова или с их потомками, и лица, которые вернулись в страну по призыву Президента Республики Молдова или Правительства республики.
- Другие лица, которые до принятия Декларации о суверенитете Республики Молдова, включая день её принятия — 23 июня 1990 года, имели постоянное место жительства на территории Республики Молдова и постоянное место работы или другой легальный источник существования, принимают самостоятельное решение о выборе гражданства до 1 сентября 1993 года.
- Лица, которые приобрели гражданство Республики Молдова в соответствии с настоящим Законом. Для этого надо прожить в Республике Молдова не менее 10 лет.

Гражданство Республики Молдова подтверждается паспортом или удостоверением личности. При необходимости дипломатические представительства или консульские учреждения Республики Молдова выдают гражданам, находящимся за её пределами, документы, подтверждающие гражданство Республики Молдова.
Граждане Республики Молдова, независимо от оснований приобретения гражданства, обладают в равной степени всеми социально-экономическими, политическими и личными правами и свободами, провозглашёнными и гарантируемыми Конституцией и другими законами Республики Молдова. Только граждане Республики Молдова имеют право в установленном законом порядке избирать и быть избранными, занимать публичные должности и участвовать в референдумах. Граждане Республики Молдова обязаны соблюдать Конституцию и другие законы Республики Молдова, способствовать укреплению её могущества и авторитета. Государство обязано защищать законные права и свободы граждан Республики Молдова, обеспечивать их равноправие во всех областях экономической, политической, социальной и культурной жизни.
Граждане Республики Молдова пользуются защитой своего государства. Государство ответственно перед своими гражданами, а граждане Республики Молдова ответственны перед государством. Граждане Республики Молдова пользуются защитой и покровительством своего государства и не могут быть выданы другому государству. На территории другого государства гражданин Республики Молдова пользуется защитой и покровительством государства Республика Молдова.
Государство, его дипломатические представительства и консульские учреждения, а также его должностные лица обязаны принимать меры к тому, чтобы граждане Республики Молдова имели возможность пользоваться в полной мере всеми правами, предоставляемыми законодательством страны пребывания, международными договорами, сторонами которых являются Республика Молдова и страна пребывания, и общепринятыми нормами международного права, защищать в установленном законодательством порядке их права и интересы, охраняемые законом, а при необходимости — способствовать восстановлению нарушенных прав граждан Республики Молдова.